# Amàzia
|  | No s'ha de confondre amb Amàsia o Amàstia. |

Amàzia es refereix a una condició en què hi ha una o dues glàndules mamàries absents (el mugró i l'arèola romanen presents). Això pot ocórrer bé de forma congènita o iatrogènicament (normalment com a resultat de la remoció quirúrgica i / o radioteràpia). L'amàzia es pot tractar amb implants de mama.
Amazia és diferent de l'amàstia (absència completa de teixit de la mama, mugró i arèola), encara que es creu que les dues condicions són, de manera errònia, idèntiques. Així, els termes «amàzia» i «amàstia» s'utilitzen sovint indistintament, tot i que les dues condicions són mèdicament diferents.